# Zyprischer Fußballpokal 1935/36
Der Zyprische Fußballpokal 1935/36 war die zweite Austragung des zyprischen Pokalwettbewerbs. Er wurde vom zyprischen Fußballverband ausgetragen. Das Finale fand am 3. November 1935 im GSP-Stadion von Nikosia statt.
Pokalsieger wurde Titelverteidiger Trast AC. Das Team setzte sich im Finale gegen Lefkoşa Türk SK durch. 
Alle Begegnungen wurden in einem Spiel ausgetragen. Bei unentschiedenem Ausgang wurde das Spiel um zweimal 15 Minuten verlängert. Stand danach kein Sieger fest, folgte ein Wiederholungsspiel auf des Gegners Platz.

## Teilnehmer
| First Division (8)                                                  | First Division (8)                                                |
| ------------------------------------------------------------------- | ----------------------------------------------------------------- |
| - Anorthosis Famagusta - EPA Larnaka - AEL Limassol - Aris Limassol | - APOEL Nikosia - Lefkoşa Türk SK - Olympiakos Nikosia - Trast AC |

## Viertelfinale
Die Spiele fanden am 13. Oktober 1935 statt.
|                      | Ergebnis  |                    |
| -------------------- | --------- | ------------------ |
| Anorthosis Famagusta | 2:3       | APOEL Nikosia      |
| EPA Larnaka          | 7:3       | Olympiakos Nikosia |
| Aris Limassol        | 2:4       | Trast AC           |
| Lefkoşa Türk SK      | 1:1 n. V. | AEL Limassol       |

### Wiederholungsspiel
|              | Ergebnis |                 |
| ------------ | -------- | --------------- |
| AEL Limassol | 0:1      | Lefkoşa Türk SK |

## Halbfinale
|             | Ergebnis |                 |
| ----------- | -------- | --------------- |
| Trast AC    | 4:1      | APOEL Nikosia   |
| EPA Larnaka | 0:4      | Lefkoşa Türk SK |

## Finale
| Paarung         | Trast AC – Lefkoşa Türk SK |
| Ergebnis        | 4:1 (1:1) |
| Datum           | 3. November 1935 |
| Stadion         | GSP-Stadion, Nikosia |
| Schiedsrichter  | Arthouros Skiadas |
| Tore            | 0:1 Dervis Latif (19.) 1:1 Aram Tsatirtsian (25.) 2:1 Louter Salakian (74.) 3:1 Aram Tsatirtsian (80.) 4:1 Takis Tsigis (84.)                                                                          |
| Trast AC        | Theofilos – Takis Couloumas, Champis Filippou – Sofoklis Orountiotis, Robert Mallios Galits, Votsis Christodoulidis – Takis Tsigis, Fenek Vensan, Aram Tsatirtsian, Louter Salakian, Akom Tsatirtsian. |
| Lefkoşa Türk SK | Emver Xatzipapa – Yousuf Kaptan, Hussein Damtelen – Orhan Getsinelim, Mehmed Keremez, Hussein Kamtsi – Salih Chasirsi, Mareket Talat, Dervis Latif, Faik Mouftizate.                                   |